# Ture Stenberg
Ture Johan Axel Stenberg, född 20 januari 1863 i Norrköping, död 9 februari 1917 i Stockholm, var en arkitekt verksam i bland annat Stockholm och Uppsala.

## Biografi

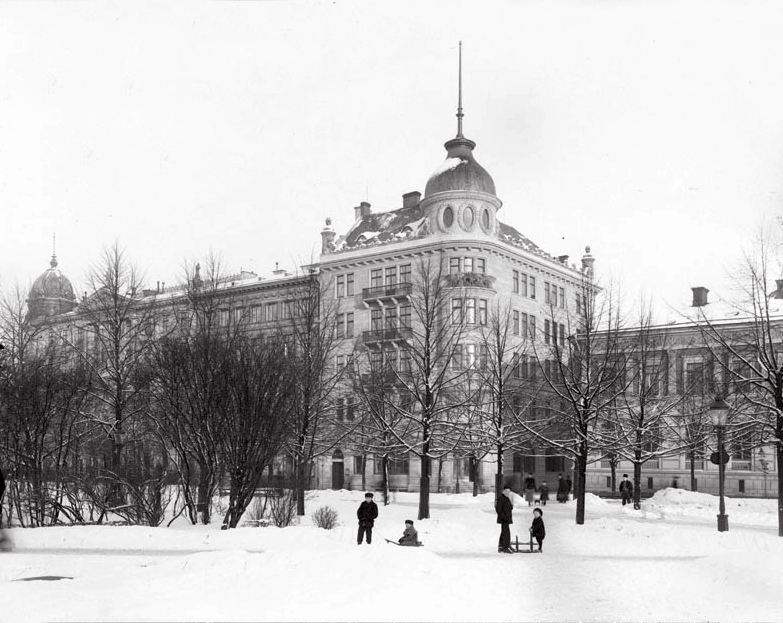
Härnösands enskilda bank, Stockholm.

Ture Stenberg studerade vid Kungliga Tekniska högskolan i Stockholm 1883–1887. Han verkade som privat arkitekt i Nordamerika 1888–1893, därefter i Stockholm 1894–1901, i Uppsala intill 1909, därefter åter i Stockholm. Åren 1908–1913 var han arkitekt hos Medicinalstyrelsen. Bland hans äldre arbeten märks Birger Jarlspassagen (1895 och framåt, i samarbete med Ludwig Peterson – Stenberg ritade till båda fasaderna), Berguddens fyr i samarbete med Ludwig Peterson (1895), ombyggnad av Grand Hôtel i Stockholm (färdigt 1900), Grand Hotel i Gävle (1901), Hernösands enskilda banks (senare Norra Sveriges) hus vid Kungsträdgårdsgatan 16 i Stockholm (1901, i samarbete med Erik Lallerstedt) och Liljewalchska huset vid Karlavägen (1901) i Stockholm. 
I Uppsala ritade Stenberg flera av stadens mer välkända byggnader och kom därmed att sätta viss prägel på stadsbilden. För Uppsala universitet ritade Stenberg Kemikum (1901) (idag bland andra historiska, teologiska, musikvetenskapliga, arkeologiska institutioner) respektive Fysikum (1907) (i dag bl.a. institutionen för idé- och lärdomshistoria). Båda byggnaderna är sedan 2004 del av Engelska parkens campus för humaniora.  Stenberg är även upphovsman till "Gymnastiska institutionens byggnad", som numera officiellt heter Svettis, växtbiologiska institutionen (1912) och zoologiska institutionen (1915).
Han har även gjort nyinredningar inom Uppsala slott (1905), prästgård för Helga Trefaldighets församling (1907), Uplands enskilda bank (i dag Nordea) och Strandbergska huset vid Stora torget nr 1. Han ritade Grand Hotell Hörnans nybyggnad (1907), Sprithandelsbolagets byggnad (nu del av Forumgallerian) i korsningen Dragarbrunnsgatan/Smedsgränd, och Saluhallen vid S:t Eriks torg, båda i en nationalromantisk tegelarkitektur. Saluhallen brann 2002, varvid inredning och tak förstördes. Inredningen har inte helt återställts vid renoveringen. Dessutom ritade han bland annat två folkskolebyggnader. 
Stenberg ritade även badhus i Gävle och Karlstad, ombyggnad av Sandbros och Brandalsunds corps-de-logi (1909, det senare flyttat till Köping 1918) och flera hospitalsbyggnader, bland dem i Östersund och Strängnäs. Han ritade också två institutionsbyggnader vid Ultuna lantbruksskola, idag Sveriges lantbruksuniversitet (1912). Åren 1914–1915 upprättade han ritningarna för Konradsbergs intendentvilla på Kungsholmen i Stockholm.

## Bilder, verk i urval

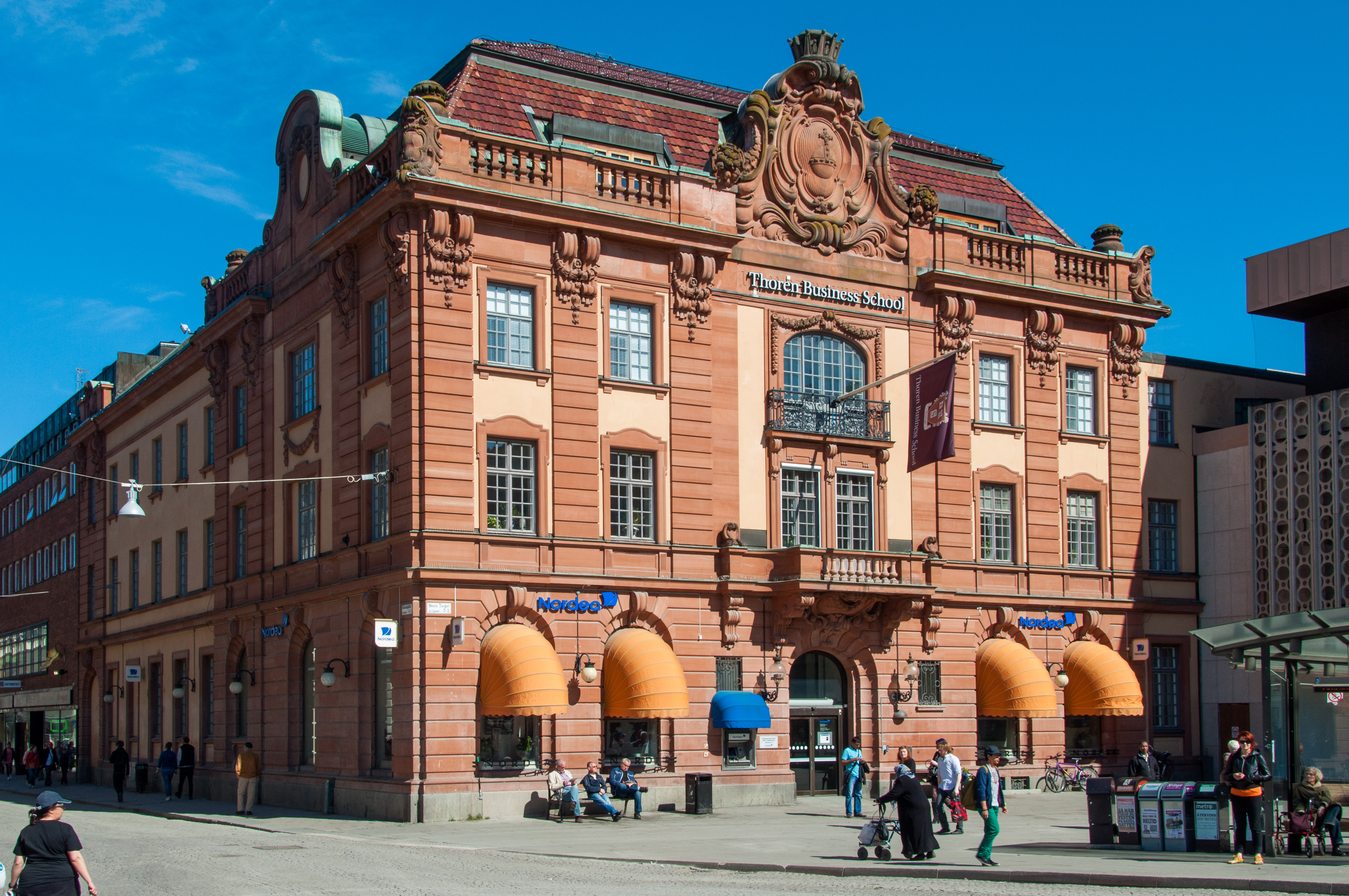
Uplands enskilda bank, vid Stora torget, Uppsala
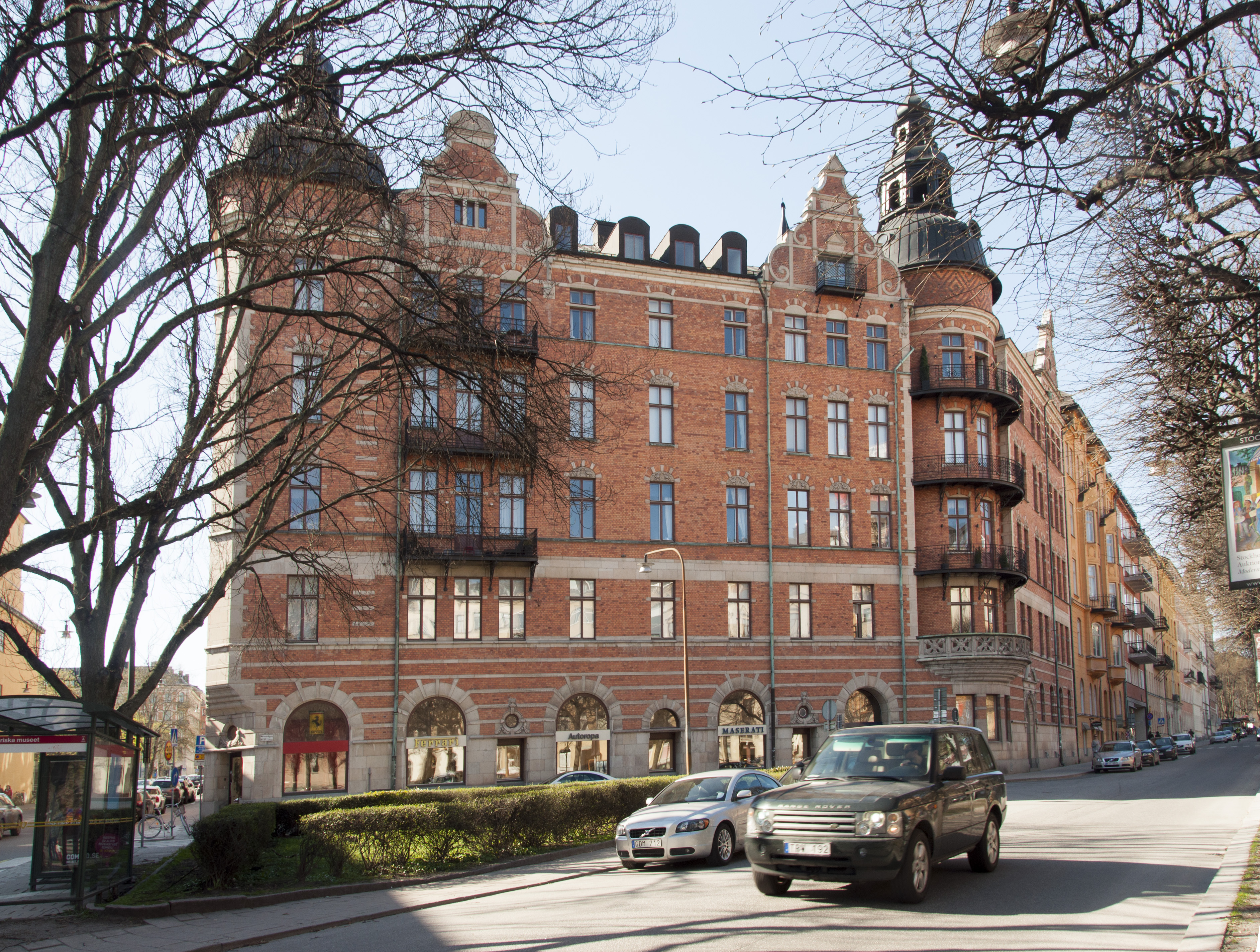
Harpan 28, Stockholm
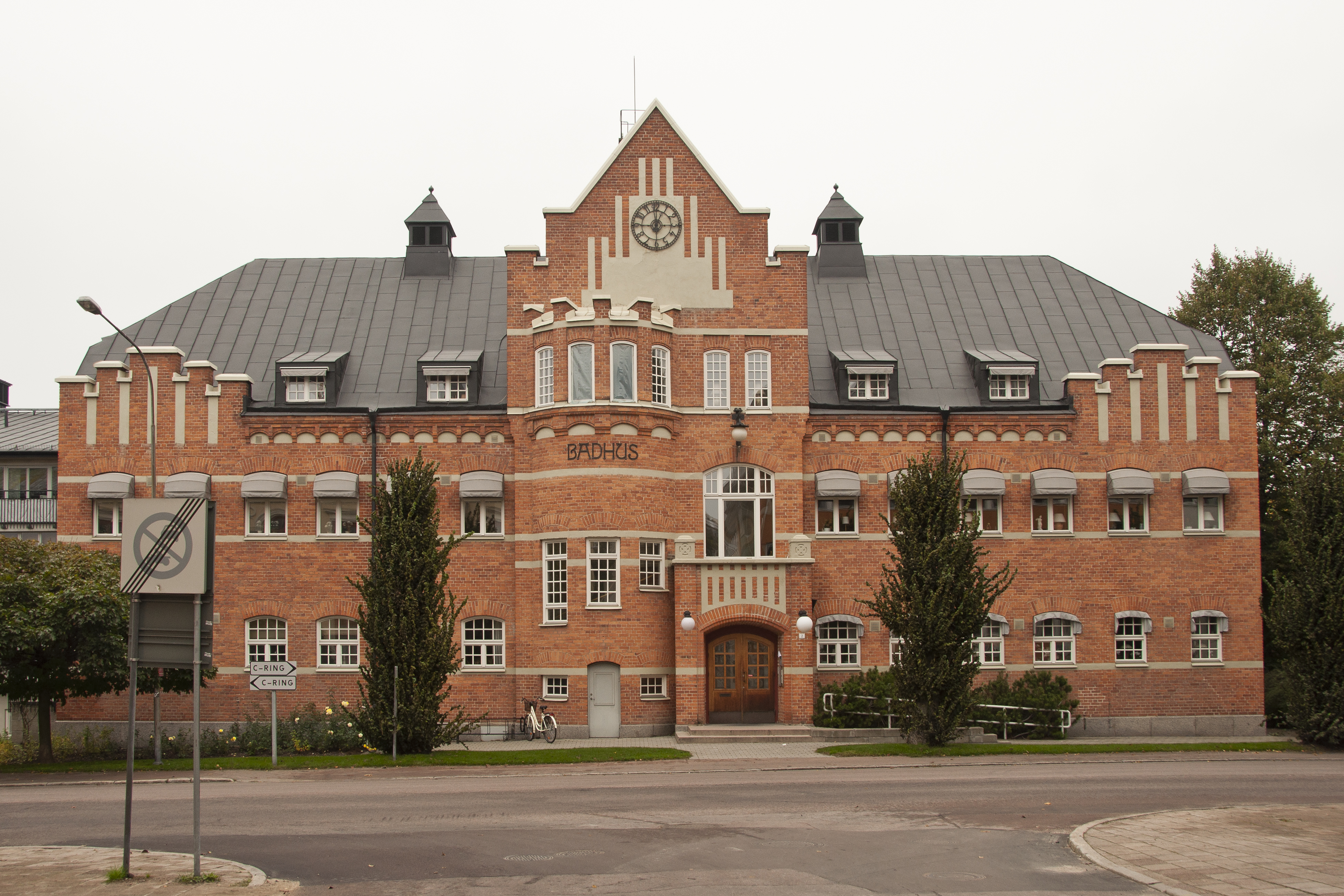
Gamla badhuset i Karlstad
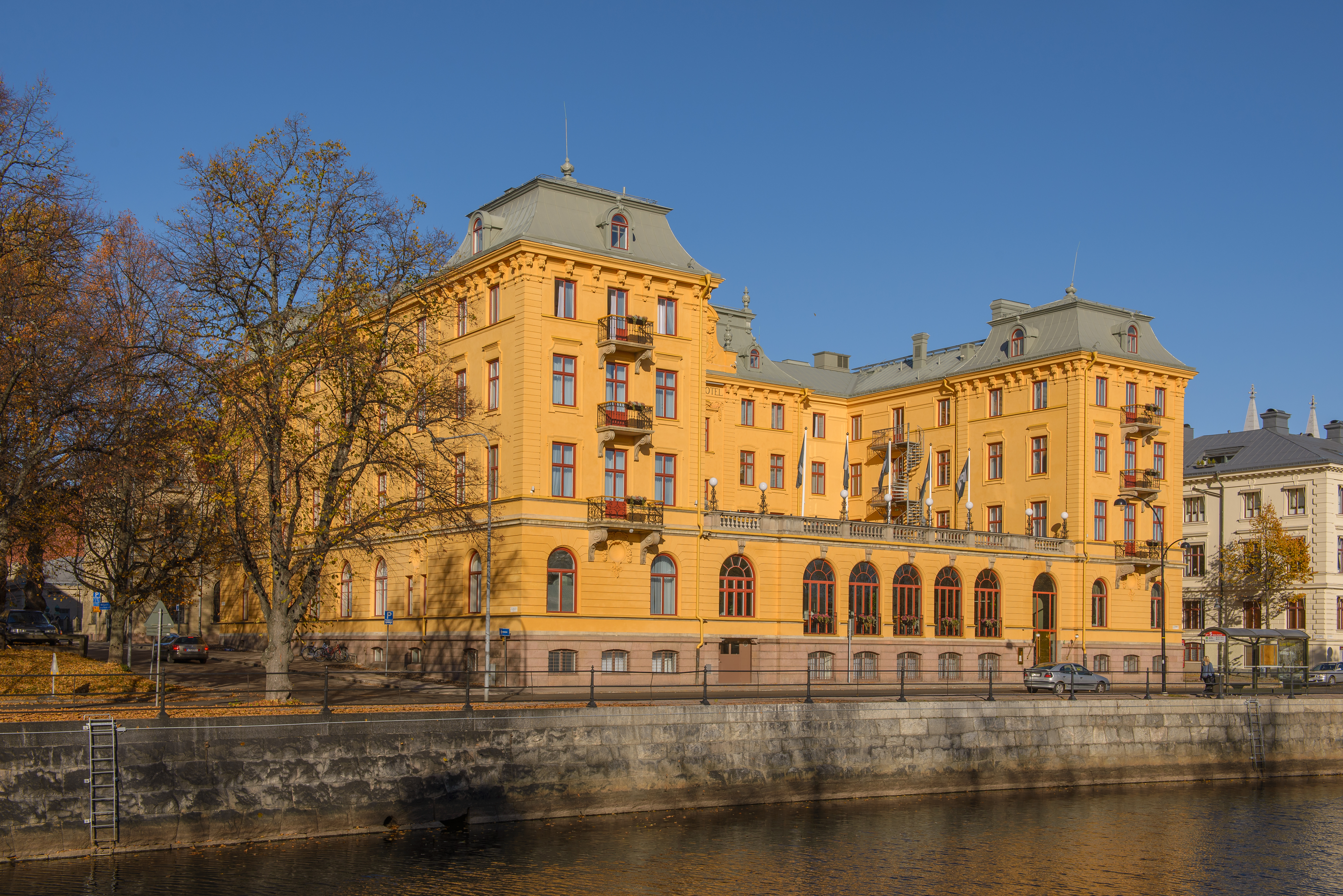
Grand Hotel i Gävle.